# 戈德温法则
高德温法则（Godwin's Law，又称高德温反纳粹类比规则）是指在因特网文化中，1990年由迈克·戈德温（Mike Godwin）首倡的一句格言。
当在线讨论不断变长时，参与者把用户或其言行与纳粹主义或希特勒类比的概率会趋於一（100%）
这句格言源于因特网上很多人看到自己不喜欢的人或物就拿希特勒来类比。早年在很多Usenet新闻组上有这样一个传统：某话题一旦出现这样的类比即告结束，做类比者被认为自动认输。然而，故意用这种手段来结束话题的做法也被认为是不合适的，在很多地方不被承认。
高德温法则最早在Usenet上出现，但现在用于各种以话题分类的互联网讨论：电子邮件、BBS、聊天室等。

## 有关争议
对高德温法则一个常见的批评是：有时候和希特勒或纳粹对比是环境需要的。比如话题是评价某个国家领导人，甲说：“他改善了经济，所以是个好领导。”乙可以回答：“光改善经济算什么，希特勒也有改善经济呀！”。有些人认为，这个类比是用希特勒做著名特例来否定对方的广义结论（改善经济=好领导），而且和话题有关，所以可以接受。举例来否定对方观点的时候，一般都是尽量挑极端的。
另外，极端例子容易让参与辩论的所有人理解。比如需要大屠杀的例子，既然绝大多数人都认为纳粹是邪恶和不可取的，举纳粹比举土耳其对亚美尼亚人的屠杀更通俗易懂（很多人可能不知道后者）。如果改举中国三年困难时期或者苏联农业集体化等更有争议性的例子，可能会引起对这些事件的辩论，把讨论引向歧途。
然而，也有人说高德温法则其实正适用于上述例子；因为纳粹的例子更触动人们的感情，而且隐含诉诸人身攻击（甲说X，甲不好，所以X也不好）。二者都是谬论而且与事实真假无关。从符號學来看，希特勒由于其负面含义太强，与和其他独裁者以外的人／物作比都失去了意义。因此，这些人认为高德温法则也适用于把希特勒和一般领导人作看起来合理的比较。
高德温本人对第一个批评意见的回答是：我的法则并不评论具体情况下与希特勒（纳粹）做比合适与否的问题。正因为这些类比在有些情况下是合理的，更要防止滥用，否则合理类比的效果不能充分显示出来。
另外还有人认为，只要类比有理，避免混淆道德标准（例如：“他呼吁全国人民团结在他周围，所以他就是一个希特勒。”），用希特勒或纳粹做类比都没什么错。

## 其他有关讨论
哲学的观点，高德温法则是从科学实证的讨论中对规范性（道德考虑）的排除。人们提起希特勒的目的经常是把他当作邪恶的标志。一个话题从讨论实证性的事实变成讨论主观性的对错评价，就失去了本来的意义。另外，互联网上很多“希特勒做了某事，所以某事是错的”这类谬论，使得高德温法则有应用价值。
然而，如上所述，如果从实证的角度用希特勒比喻，则没有规范性的问题。
很多人误把高德温法则的应用称作“违反了高德温法则”。严格地讲，只有一个话题长度无限而仍然没有人提起纳粹的时候才能称为“违反”。

### 脚注
1. ↑  Mike Godwin. . Wired Magazine. 2004-10-01  [2006-03-24]. （原始内容存档于2013-11-15）.
2. ↑  Google 新闻组查找[]

### 其他参考
- . Anti-Defamation League. 1997-01-13. （原始内容存档于2006-05-23）.
- Mike Godwin. . Wired Magazine. 2004-10-01  [2006-03-24]. （原始内容存档于2006-04-26）.
- Mike Godwin. . EFF "Net Culture - Humor" Archive. Electronic Frontier Foundation. 1995-01-12  [2006-03-24]. （原始内容存档于2006-05-06）.
- Percifield, Jeff. . BeautifulAtrocities.com. 2005-06-01  [2006-04-07]. （原始内容存档于2006-03-31）.
- Rossie, David. . Press & Sun Bulletin, Binghamton, NY. 2006-03-19.[永久]
- Webber, Brian. . Voices of Unreason. 2005-08-28  [2006-03-24]. （原始内容存档于2006-03-26）.
- Weigel, David. . Reason Magazine. 2005-07-14  [2006-03-24]. （原始内容存档于2006-02-21）.